# Nam Nao (huyện)
Nam Nao (tiếng Thái: น้ำหนาว) là huyện (amphoe) cực đông bắc của tỉnh Phetchabun, phía bắc Thái Lan.

## Lịch sử
Ngày 16/11/1978, tambon Nam Nao và Lak Dan đã được tách từ huyện Lom Sak và lập tiểu huyện (King Amphoe). Đơn vị này đã được nâng cấp thành huyện ngày 19/7/1991.

## Địa lý
Các huyện giáp ranh (từ phía bắc theo chiều kim đồng hồ) là Phu Luang và Phu Kradueng của tỉnh Loei, Phu Pha Man của tỉnh Khon Kaen, Khon San của tỉnh Chaiyaphum, và Lom Sak và Lom Kao của tỉnh Phetchabun.
Vườn quốc gia Nam Nao nằm ở this district.

## Hành chính
Huyện này được chia thành 4 phó huyện (tambon), các đơn vị này lại được chia ra thành 30 làng (muban). Không có khu vực thành thị (thesaban). Có 4 Tổ chức hành chính tambon.
| 1. | Nam Nao    | น้ำหนาว |  |
| 2. | Lak Dan    | หลักด่าน |  |
| 3. | Wang Kwang | วังกวาง |  |
| 4. | Khok Mon   | โคกมน  |  |